# 주세네갈 대한민국 대사관
주세네갈 대한민국 대사관(프랑스어: Ambassade de Corée du Sud au Sénégal)은 1973년 세네갈 다카르에 개설된 대한민국 외교부 소속의 대사관이다. 이 공관은 감비아, 기니, 기니비사우, 말리, 카보베르데를 겸임한다.

## 역사
대한민국은 1962년 10월 19일 세네갈과 외교 관계를 수립하고 1973년 5월 4일 주세네갈 대한민국 대사관을 개설하였고, 2007년 8월 2일 주한 세네갈 대사관을 개설하였다.
세네갈은 비동맹주의에 입각한 중립 외교 노선을 견지하므로 원칙적으로 남북한 등거리 외교 정책을 표방하여 남북한 모두와 친선 우호 협력 관계를 유지하며, 유엔 등 국제 무대에서도 원만한 협력 관계를 이루고 있다. 조선민주주의인민공화국과는 1972년 9월 11일 외교 관계를 수립하고 조선민주주의인민공화국은 1972년 11월 6일 세네갈에 상주 대사관을 개설하였다가 1998년 2월 경제 사정으로 폐쇄하였다.
1979년 4월 레오폴 세다르 상고르 대통령이 한국을 방문하고, 1982년 8월 전두환 대통령이 세네갈을 방문하였으며, 1984년 7월에는 압둘라예 와데 대통령이 방한하였다.

## 같이 보기
- 주한 세네갈 대사관
- 대한민국의 재외공관 목록
- 세네갈 주재 외국공관 목록
- 대한민국-세네갈 관계
- 감비아-대한민국 관계